# 五化镇
五化镇，是中华人民共和国内蒙古自治区赤峰市宁城县下辖的一个乡镇级行政单位。

## 行政区划
五化镇下辖以下地区：
宋三家村、姜杖子村、乌苏台沟村、驼宝起沟村、南三十家子村、新房村、五化村、山头村、哈叭气村、东三家村、榆树底村、鸽子山村、马营子村、土门村、铜匠沟村和得利胡同村。